# Charlie Grace
Charlie Grace (1995) – amerykański serial kryminalny stworzony przez Roberta Singera oraz wyprodukowany przez Warner Bros. Television.
Premiera serialu miała miejsce w Stanach Zjednoczonych 14 września 1995 roku na amerykańskim kanale ABC. Na antenie miało zostać pokazane 9 odcinków, jednakże emisja serialu zakończyła się 19 października 1995 roku po sześciu odcinkach. W Polsce serial nadawany był na kanale Polsat.

## Opis fabuły
Serial opowiada o losach Charliego Grace'a (Mark Harmon), który zostaje wyrzucony z policji za krach kolegów oficerów. Teraz jako rozwiedziony, prywatny detektyw ma do rozwiązania przypadki, a także musi opiekować się jego córką.

## Obsada
- Mark Harmon jako Charlie Grace
- Cindy Katz jako Leslie Loeb
- Leelee Sobieski jako Jenny Grace
- Roberto Costanzo jako Artie Crawford

## Spis odcinków
| N/o            | Tytuł angielski                   |
| -------------- | --------------------------------- |
|                |                                   |
| SERIA PIERWSZA |                                   |
|                |                                   |
| 01             | Take Me to the Pilot              |
|                |                                   |
| 02             | Pilot                             |
|                |                                   |
| 03             | Bring Me the Head of Darnell Sims |
|                |                                   |
| 04             | The Kid                           |
|                |                                   |
| 05             | Designer Knock-off                |
|                |                                   |
| 06             | One Simple Little Favor           |
|                |                                   |
| 07             | I've Got a Secret                 |
|                |                                   |
| 08             | It's in the Cards, Charlie        |
|                |                                   |
| 09             | Steal One for the Gipper          |
|                |                                   |